# Friedrich Grossart
Friedrich Grossart (* 21. September 1891 in Meddersheim; † 21. Juni 1959 in Marburg) war ein deutscher Bibliothekar.

## Leben
Grossart studierte Philosophie, Psychologie, Deutsch und Geschichte in Straßburg, München, Berlin und Bonn. Seit 1910 gehörte er der Straßburger Burschenschaft Arminia (später zu Tübingen) an. Von 1914 bis 1917 war er Soldat im Ersten Weltkrieg. 1919 machte er das Staatsexamen und wurde promoviert. 1920 begann er seine Bibliothekslaufbahn an der Universitätsbibliothek Bonn, 1934 wechselte er an die Universitätsbibliothek Marburg, wo er bis zu seiner Pensionierung 1956 blieb. In Marburg brachte er es bis zum Ersten Bibliotheksrat, diese Position entsprach der eines stellvertretenden Direktors.

## Schriften
- Das tachistoskopische Verlesen: unter besonderer Berücksichtigung des Einflusses von Gefühlen und der Frage des objektiven und subjektiven Typus. In: Archiv für die gesamte Psychologie, Bd. 41 (1921), S. 122–200 (Bonn, Univ., Phil. Diss., 1919).
- Zur Kritik der herrschenden Gefühlstheorien. In:  Archiv für die gesamte Psychologie; Bd. 74, H. 3/4, S. 402–454.
- Gefühl und Strebung: Grundlinien einer seelischen Gefühslehre. In: Archiv für die gesamte Psychologie; Bd. 79 und 81 (1931).
- Zur Psychologie des ästhetischen Verhaltens. In: Archiv für die gesamte Psychologie; Bd. 86, H. 1/2, S. 116–132.
- Friedrich Albert Lange (1828–1875). In: Lebensbilder aus Kurhessen und Waldeck, Bd. 1, Marburg: Elwert 1939 (Veröffentlichungen der Historischen Kommission für Hessen und Waldeck 20), S. 182–188.
- Otto Hartwig (1830–1903). In: Lebensbilder aus Kurhessen und Waldeck; Bd. 2, Marburg: Elwert 1940, S. 197–199.
- Grundmotiv und Aufbau der pseudonymen Schriften Kierkegaards. In: Deutsche Vierteljahresschrift für Literaturwissenschaft und Geistesgeschichte; Jg. 19 (1949), S. 140–182.
- Das transzendierende Erleben. In: Philosophische Studien, Bd. 2 (1950), S. 4–38.
- Die seelischen Grundlagen von Kultur und Zivilisation. In: Psychologische Beiträge; Bd. 1 (1954), H. 4, S. 584–605.
- Franz Theodor Waitz (1821–1864). In: Lebensbilder aus Kurhessen und Waldeck, Bd. 5, Marburg: Elwert 1955, S. 398–403.